# 冯康
冯康（1920年9月9日—1993年8月17日），原籍浙江绍兴，生于江苏南京，中国近代应用数学和计算数学家，独立创造了有限元方法、自然归化和自然边界元方法，开辟了辛几何和辛格式研究新领域，是中国现代计算数学研究的开拓者。

## 生平
冯康原籍浙江绍兴。生于江苏南京，6岁迁居江苏省苏州，1926年至1939年先后在江苏省立苏州中学所属实验小学、初中部和高中部就读。1939年考入重庆中央大学电机工程系，两年后转物理系，主修电机、物理、数学三系主课，1944年毕业。1945年任教于复旦大学。1946年任教于清华大学物理系和数学系。
1951年起在中国科学院数学研究所工作，其间1951至1953年在苏联斯捷克洛夫数学研究所进修。这一时期中先后受教于数学家陈省身、华罗庚和列夫·庞特里亚金。1957年至1978年在中国科学院计算技术研究所三室任副研究员、研究员；1978年至1987年任中国科学院计算中心主任，1987年后任该中心名誉主任。
1993年8月17日因后脑大面积蛛网膜出血逝世。

## 社会兼职
曾任全国人大代表、中国计算数学学会理事长、《计算数学》主编、《数值计算与计算机应用》主编、

## 学术贡献
1957年调入中科院计算所三室工作后，冯康带领他的科研小组承担了使用计算机计算水坝弹性力学问题的国家任务。为了克服传统的差分方法难以处理几何与材料的复杂性以及缺乏理论保证的困难, 冯康、黄鸿慈等人开展了椭圆型方程计算方法的系统研究。在大量计算实践的基础上, 冯康进行了系统的理论分析及总结提高, 通过把变分原理与剖分逼近有机结合, 把传统上对立而各具优点的差分法与能量法辨证统一, 扬长抑短, 推陈出新, 一举克服了上述两方面的困难, 于1964年独创了数值求解偏微分方程的有限元方法, 形成了标准的算法形态,编制了通用的计算程序, 并及时地解决了当时中国最大的刘家峡水坝的应力分析问题。
1965年冯康在《应用数学与计算数学》上发表了“基于变分原理的差分格式”一文, 在极其广泛的条件下证明了方法的收敛性和稳定性, 给出了误差估计, 从而建立了有限元方法严格的数学理论基础, 为其实际应用提供了可靠的理论保证。这篇论文的发表是独立创始有限元方法的标志。

## 著作
- 冯康，秦孟兆，哈密尔顿系统的辛几何算法，浙江科学技术出版社，2003.[2]

## 荣誉
1980年当选为中国科学院学部委员。

## 命名事物
冯康科学计算奖设立于1994年，该奖励每两年颁发一次，每次遴选两至三名获奖人，用于奖励在科学计算领域作出杰出成就的国内外中青年（45岁以下）华人计算数学学者。

## 家庭
兄弟冯焕、冯端。